# Precizna mehanika
Precizna mehanika, finomehanika ili finomehanička tehnika je znanstvena i tehnička grana koja se kao grana strojarstva bavi proučavanjem, konstrukcijom i proizvodnjom finomehaničkih proizvoda (sastavnih dijelova, mjernih instrumenata, aparata i strojeva), kao i izborom i primjenom prikladnih tehnoloških postupaka. Dok se u strojogradnji radi s tokovima energije, u finomehaničkim uređajima obrađuju se pretežno signali kojima se prema određenim zakonitostima prenose informacije. Finomehanička tehnika u užem smislu bavi se samo obradom signala koji se prenose mehaničkim veličinama, dok finomehanička tehnika u širem smislu obuhvaća i obradu signala koji se prenose bilo kojom drugom fizikalnom veličinom, na primjer električnom, akustičkom ili toplinskom. 
Bitna je osobina da se finomehanički proizvodi grade često uz primjenu više znanstvenih disciplina: mehanike, akustike, automatike, elektrotehnike, elektronike, fluidike, kemije, optike i termodinamike. Znanstvena interdisciplinarnost bitno je obilježje finomehaničke tehnike. Tradicionalna podjela tehnike na elektrotehniku, strojarstvo i tako dalje ima svoj odraz u neuspjeloj podjeli finomehaničke tehnike na mehaničku, optičku, elektroničku i tako dalje. Ova je podjela neodrživa, jer se najuspješniji finomehanički proizvodi grade uz istodobnu primjenu više znanstvenotehničkih disciplina.

## Povijest
Nije moguće točno utvrditi vrijeme nastanka finomehanike, no može se tvrditi da njezin razvoj započinje razvojem mehanike. Mehanika se snažnije razvija između 13. i 16. stoljeća (pronalasci mehaničkih satova s utegom i nemirnicom, ure njihalice, teleskopa, mikroskopa i drugog).
Zaseban razvoj finomehanike započinje u 17. stoljeću, i to zbog zahtjeva koje je trebalo ispuniti pri konstruiranju, proizvodnji i održavanju strojeva, uređaja, aparata i instrumenata, drukčijih nego što su do tada bili u strojarstvu. Razvoj finomehanike u 19. stoljeću omogućio je usavršavanje postupaka izrade sitnih mehaničkih dijelova za šivaće strojeve, satne mehanizme, mjerne instrumente i drugo, a razvoj elektromehanike omogućio je korištenje elektromotora za pogon. 
Najsnažniji razvoj finomehanike je ipak u 20. stoljeću kada se pojavljuju perilice za rublje i posuđe, fotokopirnih uređaja, glazbenih linija, medicinskih uređaja i drugo. Suvremeni proizvodi (roboti, CNC strojevi, automatski upravljana ili navigirana vozila, medicinski aparati i uređaji, filmske i digitalne kamere i drugo) sadrže mehaničke sustave, mikroprocesore, osjetila (senzore) i upravljačke uređaje (kontrolere). Sve sastavnice moraju zajednički djelovati da bi se omogućilo rukovanje, upravljanje i kontrola s potrebnom točnošću. Da bi se to postiglo, treba koristiti znanja iz različitih područja znanosti, a proizvod se mora spoznati kao jedinstvena cjelina. 
U drugoj polovici 20. stoljeća nastaje naziv mehatronika (MEHAnika + elekTRONIKA), koji ističe dva osnovna područja u gradnji suvremenih uređaja, to jest povezanost i uzajamnost djelovanja mehaničkih i elektroničkih dijelova i sklopova.

## Podjela
Finomehanički proizvodi svrstavaju se u 3 skupine: 
- u strojeve koji pretvaraju jedan oblik energije u drugi ili u mehanički rad;
- u sprave koje prenose i pretvaraju (transformiraju) sile;
- u pribore koji prenose i pretvaraju (transformiraju) gibanje.

Svaki proizvod, bilo koje navedene grupe, sastoji se od dijelova između kojih postoji uzajamno djelovanje. Dijelovi (komponente) između kojih postoji međudjelovanje (interakcija) sačinjavaju sustav. Stanje sustava ovisi o stanju dijelova i strukturi sustava, a oblikuje se djelovanjem vanjskih sila.
Prema praktičnim tržišnim uvjetima, finomehanički proizvodi dijele se na ove grupe: 
- uredski finomehanički proizvodi (fotokopirni uređaji, pisaći strojevi, brojači novca) i računala s opremom (zaslon, pisač, tipkovnica, računalni miš, skener);
- mjerni instrumenti, upravljački i regulacijski proizvodi;
- telekomunikacijski proizvodi, proizvodi akustičke tehnike, neki proizvodi medicinske tehnike, konfekcijski strojevi;
- trgovački automati, neki proizvodi bijele tehnike i igračke.

## Vanjske poveznice
- Finomehanika Hrvatska tehnička enciklopedija, portal hrvatske tehničke baštine. LZMK